# ممنوع التجول (مسلسل)
ممنوع التجول، مسلسل تلفزيوني سعودي. إنتج وعرض بعام 2021. قام بتأليف وكتابة الحلقات عدد من المخرجين والكتاب، وتولى بطولة الحلقات الفنان ناصر القصبي.

## فكرة المسلسل
من خلال حلقات منفصلة، يناقش المسلسل ما خلفه فيروس كورونا من إجراءات واحترازات وقائية على المجتمع السعودي، وما حدث خلال تلك الفترة من إغلاقات الجهات وتصعيب الأمور، بكل حلقة يطرح موضوع جديد بشكل ساخر ونقدي. وجاء اسم المسلسل من الحظر ومنع التجول الذي فرض بسبب الجائحة.

## الحلقات
| العرض الأول   | الحلقة                      | بطولة                                                                                 |
| ------------- | --------------------------- | ------------------------------------------------------------------------------------- |
| 13 أبريل 2021 | 1، عرس 2020                 | ناصر القصبي، راشد الشمراني، فاطمة الحوسني، حبيب الحبيب، ماجد مطرب، هبة الحسين         |
| 14 أبريل 2021 | 2، إكرام الميت              | ناصر القصبي، شيماء سبت، علي الحميدي                                                   |
| 15 أبريل 2021 | 3، أخطر من كورونا           | ناصر القصبي، إلهام علي، بشير غنيم                                                     |
| 16 أبريل 2021 | 4، البناخي                  | ناصر القصبي، فايز المالكي، راشد الشمراني، حبيب الحبيب                                 |
| 17 أبريل 2021 | 5، دقيقة وأجيك              | ناصر القصبي، هند محمد، هبة الحسين، حبيب الحبيب                                        |
| 18 أبريل 2021 | 6، كفارة                    | ناصر القصبي، راشد الشمراني، حبيب الحبيب، عهود السامر                                  |
| 19 أبريل 2021 | 7، شوقر دادي                | فايز المالكي، فاطمة الحوسني، أسيل عمران، حبيب الحبيب، ناصر القصبي، تغريد الهويش       |
| 20 أبريل 2021 | 8، عالقون                   | ناصر القصبي، راشد الشمراني، حبيب الحبيب، ماجد مطرب، ريما العلي                        |
| 21 أبريل 2021 | 9، المنصة                   | ناصر القصبي، ريماس منصور، ريما العلي، عهود السامر                                     |
| 22 أبريل 2021 | 10، الرياض - جدة            | ناصر القصبي، عبد المجيد الرهيدي، خيرية أبو لبن، حبيب الحبيب                           |
| 23 أبريل 2021 | 11، الحكومة العالمية الخفية | ناصر القصبي، فاطمة الحوسني، حبيب الحبيب، سناء بكر يونس، بشير غنيم                     |
| 24 أبريل 2021 | 12، بلسم                    | إلهام علي، أسيل عمران، فيصل الدوخي                                                    |
| 25 أبريل 2021 | 13، عيال إبليس              | ناصر القصبي، فايز المالكي، حبيب الحبيب، ماجد مطرب                                     |
| 26 أبريل 2021 | 14، مرسول الحب              | ناصر القصبي، عبد المجيد الرهيدي، خالد صقر                                             |
| 27 أبريل 2021 | 15، سنة الصخونة             | ناصر القصبي، أسيل عمران، خالد صقر، ماجد مطرب، عهود السامر                             |
| 28 أبريل 2021 | 16، رجال البيت              | حبيب الحبيب، راشد الشمراني، خالد الفراج، عهود السامر، رانا الشافعي، هبة الحسين        |
| 29 أبريل 2021 | 17، أبي فوق السطح           | ناصر القصبي، راشد الشمراني، حبيب الحبيب، عبد الله المزيني، فاطمة الحوسني، علي الحميدي |
| 30 أبريل 2021 | 18، يوم وليلة               | ناصر القصبي، أسيل عمران                                                               |
| 1 مايو 2021   | 19، الساعة السابعة          | ناصر القصبي، إلهام علي، حبيب الحبيب، رانا الشافعي                                     |
| 2 مايو 2021   | 20، كوفيد التاسع عشر        | ناصر القصبي، راشد الشمراني، سناء بكر يونس، إلهام علي، حبيب الحبيب، عبد المجيد الرهيدي |
| 3 مايو 2021   | 21، مهمة ليلية              | ناصر القصبي، إلهام علي، راشد الشمراني                                                 |
| 4 مايو 2021   | 22، البيت الجديد            | ناصر القصبي، حبيب الحبيب، ماجد مطرب، إلهام علي                                        |
| 5 مايو 2021   | 23، عزل غير صحي             | ناصر القصبي، عبد الإله السناني، حبيب الحبيب، عبد المجيد الرهيدي                       |
| 6 مايو 2021   | 24، أبو نسب                 | حبيب الحبيب، إلهام علي، خالد صقر                                                      |
| 7 مايو 2021   | 25، ليلة حنشلة              | ناصر القصبي، راشد الشمراني، ريماس منصور، خالد الفراج، عهود السامر                     |
| 8 مايو 2021   | 26، فرع 65                  | راشد الشمراني، خالد الفراج، خالد صقر، فيصل الدوخي، أضوى فهد                           |
| 9 مايو 2021   | 27، البيطار                 | ناصر القصبي، راشد الشمراني، حبيب الحبيب، نور حسين                                     |
| 10 مايو 2021  | 28، كيرم أون لاين           | ناصر القصبي، راشد الشمراني، حبيب الحبيب، إلهام علي، خالد صقر                          |
| 11 مايو 2021  | 29، ليلة العيد              | راشد الشمراني، سناء بكر يونس، عبد الإله السناني، ماجد مطرب، إلهام علي، أسيل عمران     |

## وصلات خارجية
- ممنوع التجول على شاهد.نت.